# المدرسة الهندية الدولية (الكويت)
المدرسة الهندية الدولية هي مدرسة دولية تقع في المنقف، الكويت. تأسست المدرسة في عام 2002. تدرس جميع الفئات العمرية من الإبتدائية إلى الثانوية. المدرسة معترف بها من قبل وزارة التربية والتعليم في الكويت وهي عضو في المجلس المركزي للتعليم الثانوي للإتحاد الهندي (CBSE).

## اللغات
تجرى الدروس باللغة الإنجليزية كلغة إلزامية؛ الهندية والأردية كلغة ثانية حتى الصف العاشر والفرنسية من الصف السابع حتى العاشر والعربية كلغة ثانية أيضاً من الصف الثاني حتى الصف الخامس. بإمكان الطلاب اختيار اللغة العربية والفرنسية كلغة ثالثة أيضاً.

## الروابط الخارجية
- الموقع الرسمي